# Protestantismo en Sichuan
La misión protestante comenzó en la provincia sudoccidental china de Sichuan en 1877, cuando unas instalaciones fueron alquiladas por la China Inland Mission en Chungking. Sin embargo, en comparación con el catolicismo, que se había extendido por toda la provincia durante más de dos siglos en ese momento, el protestantismo creció con bastante lentitud, no es sino hasta finales de la década de 1980 que ha tenido un rápido crecimiento. Antes de la toma del poder por los comunistas en 1950, la mayoría de los protestantes en dicha provincia pertenecían a las confesiones anglicana y metodista.

## Historia

Mapa de Szechwan para la China Inland Mission (CIM), elaborado por Edward Stanford, 1908. La CIM aportó la primera misión protestante en Sichuan.

### SigloXIX
Previo al año 1868 poco o nada sabían las Iglesias protestantes de Europa y América del Norte sobre la provincia de Sichuan ubicada en el oeste de China. Los primeros misioneros protestantes en visitar esta provincia fueron Griffith John de la Sociedad Misionera de Londres y, Alexander Wylie de la Sociedad Bíblica Británica y Extranjera. Sin embargo, este viaje no intentó establecer misiones en ninguna de las ciudades visitadas. El informe escrito por Griffith John de este viaje sin duda fue fundamental para llamar la atención sobre esta región: «Los católicos son muy numerosos en esta provincia, y Chungking es una de sus bases fuertes. [...] No debemos ignorar Szechwan. Espero que podamos establecer la primera iglesia protestante en Chungking, y yo mismo pueda ser el primer misionero.» No obstante, ningún otro misionero volvió a visitar esta provincia hasta el año 1877, cuando el reverendo John McCarthy de la China Inland Mission (CIM; interdenominacional), después de aterrizar en Wanhsien, viajó vía Shuenkingfu a Chungking, lugar al que llegó el 1 de mayo de ese año. Allí alquiló unas instalaciones para que otros misioneros de la CIM las usaran como base.

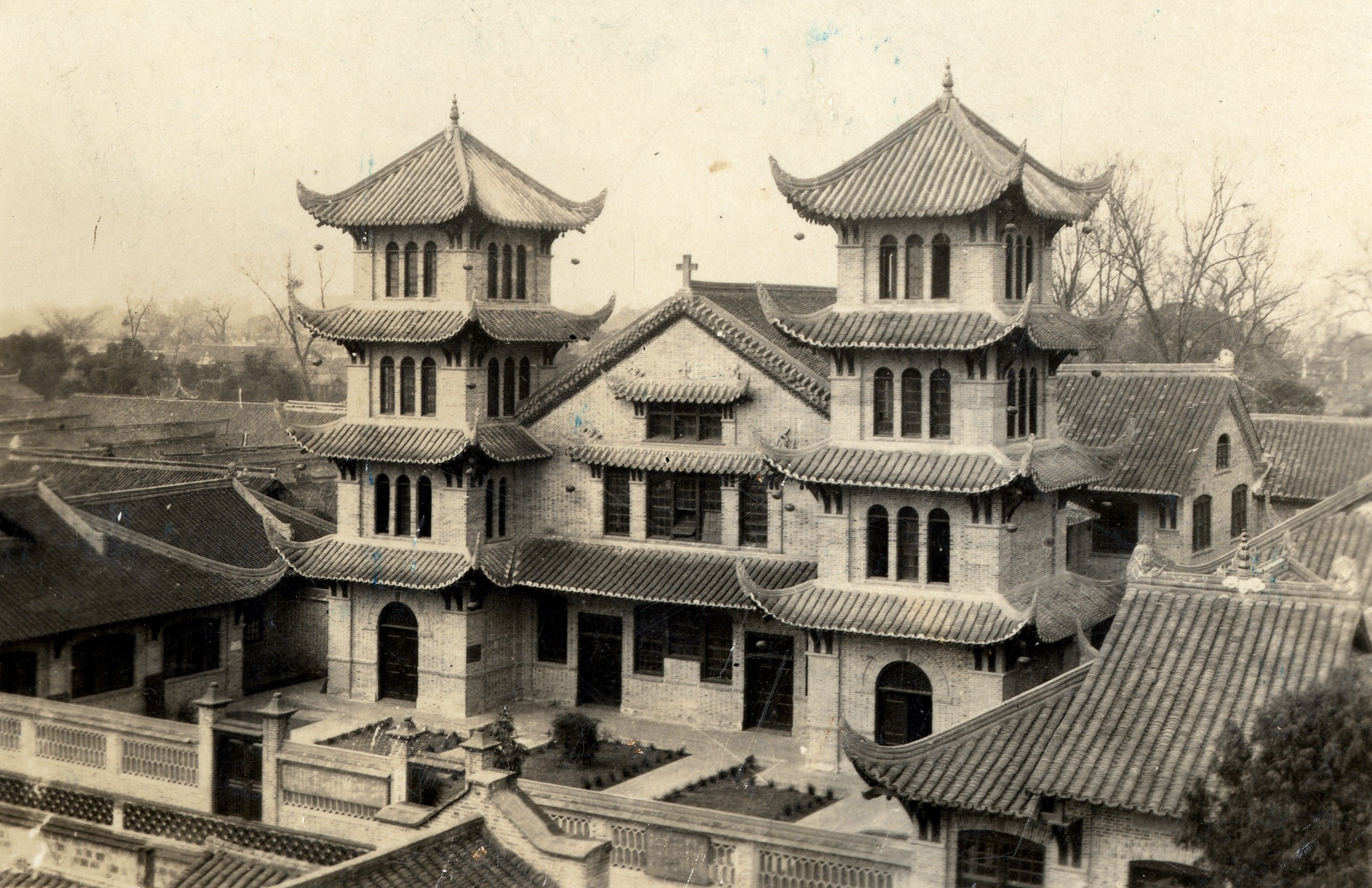
Templo de la Iglesia Metodista Episcopal de Chengtu, c. 1920.

Después de esto, siguió un período de extensos viajes de evangelización, en los que involucraron a los Sres. Cameron, Nicoll, Easton, Parker, Riley, S. R. Clarke y Bailer, todos de la CIM, con el Sr. Leeman de la American Presbyterian Mission. En 1881, la CIM abrió la capital, Chengtu, para el trabajo establecido. Paoning y Pacheo fueron, después de considerables dificultades, ocupadas durante los años 1886 y 1887. En 1882, los misioneros de la Iglesia Metodista Episcopal llegaron a Chungking. Sus primeros esfuerzos encontraron una fuerte resistencia y disturbios que llevaron al abandono de la misión. No fue sino hasta 1889 que estos metodistas regresaron y empezaron la misión de nuevo.
Durante este período, la CIM dividió el trabajo de la misión en dos partes bien diferenciadas, denominadas Szechwan Occidental y Szechwan Oriental. La distinción es, con el río Kialing como límite, toda el área al este del río pertenecía a la rama de Szechwan Oriental de la misión, que el trabajo se ajustaba en medida a la Iglesia de Inglaterra, es decir, el culto y la organización eclesiástica estaban en consonancia con la forma anglicana; mientras que toda el área al oeste del río pertenecía a la rama de Szechwan Occidental, y el trabajo en general, estaba más en consonancia con la iglesia libre.

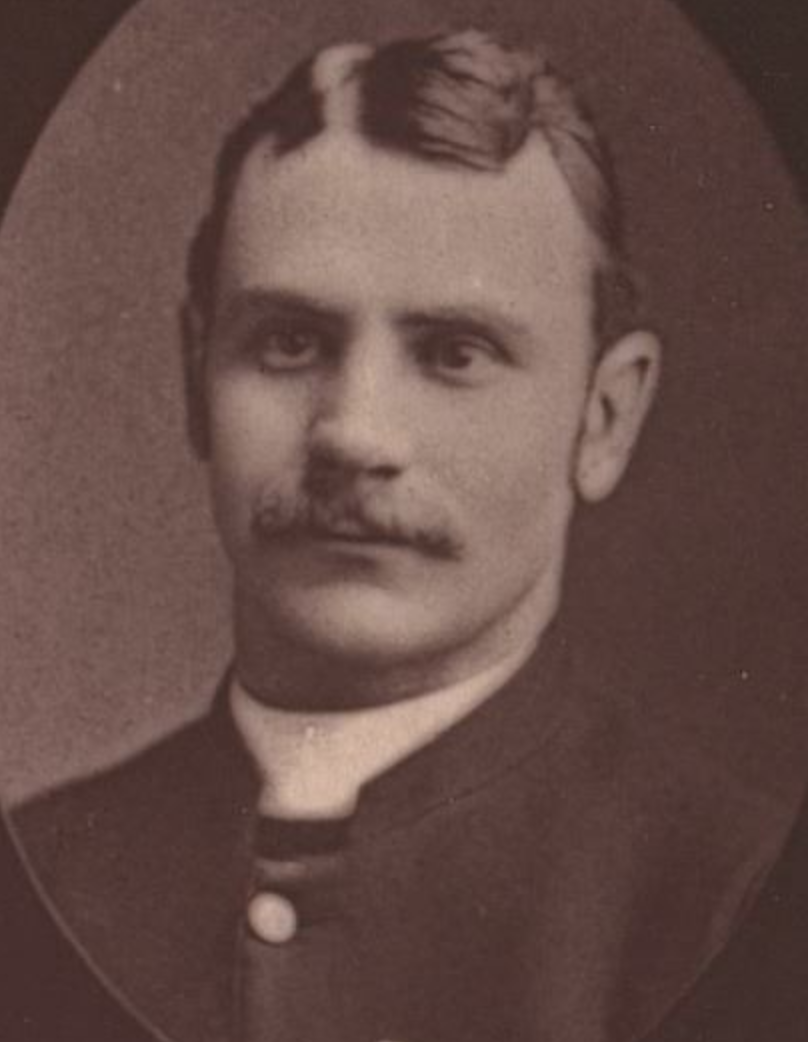
William Cassels, primer obispo de la diócesis de Szechwan.

El año 1887 marca la llegada de los representantes anglicanos de la CIM a Sichuan, que eran miembros de los siete de Cambridge. William Cassels, el futuro obispo de la diócesis de Szechwan, Montagu Proctor-Beauchamp, y dos hermanos, Arthur T. y Cecil H. Polhill. Cecil Polhill se basó, al principio, en la capital, Chengtu, y en la ciudad de Chungking, pero se sintió atraído por los tibetanos. Después de ayudar con el trabajo misionero en Kalimpong (India) en 1896, se mudó a Tatsienlu, una ciudad tibetana de Kham ubicada en el oeste de Sichuan. El establecimiento de una estación misionera allí en 1897 allanó el camino para la futura construcción de la iglesia del Evangelio de Tatsienlu.
Una característica de este período fue la persistencia y la tenacidad de los misioneros. Muchas dificultades y decepciones acompañaron los esfuerzos de la misión; la gente era indiferente u hostil, y los resultados del trabajo de los misioneros eran realmente muy pequeños. La enfermedad y la muerte ocurrían constantemente para obstaculizar e incluso amenazar la existencia de la misión. El disturbio de 1886 en Chungking casi extinguió las pequeñas iglesias que habían sido reunidas por las dos misiones. Después de que cesaron los disturbios y el restablecimiento de la misión, se inició un período de prosperidad sin precedentes.

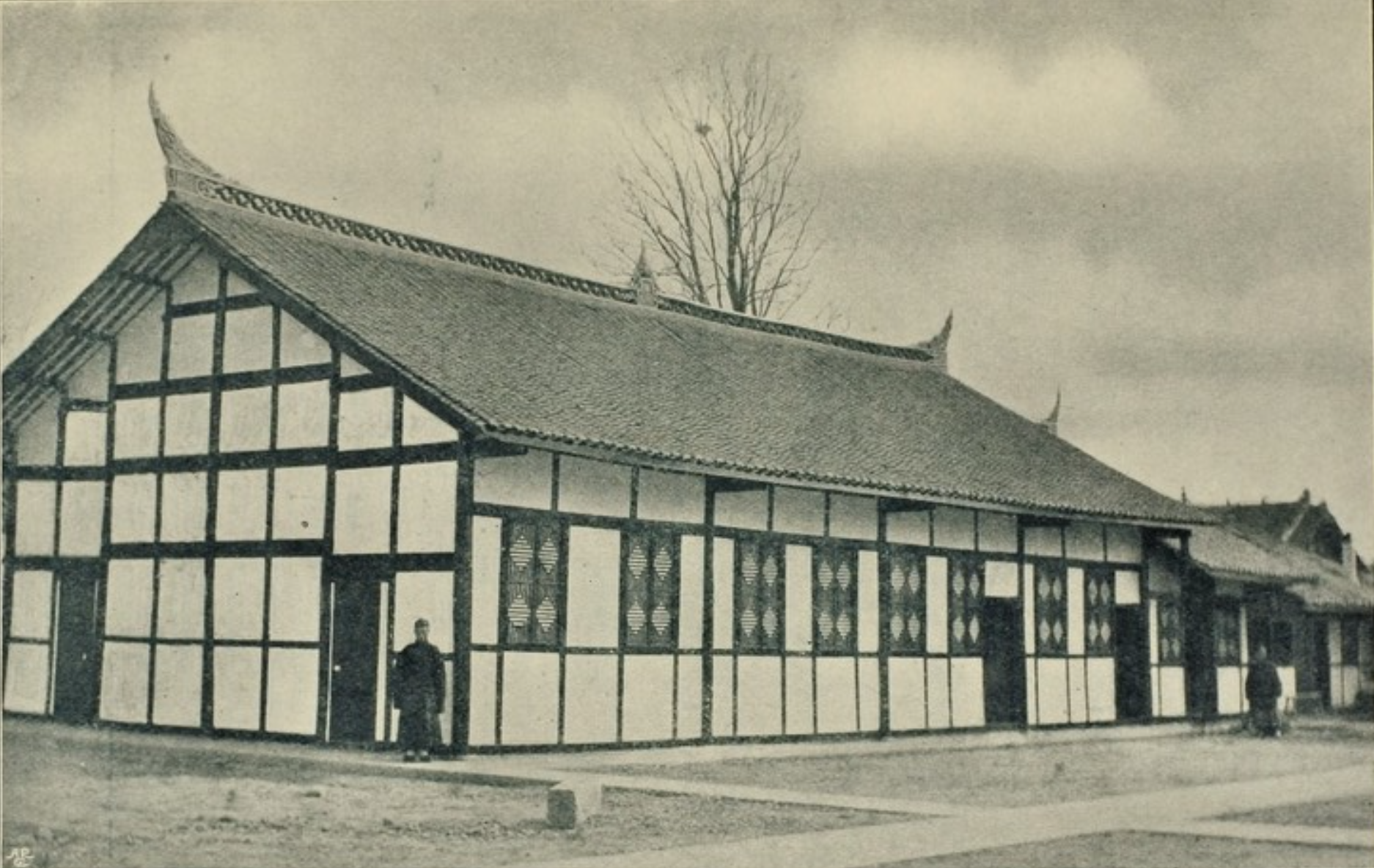
Templo cuáquero de Tungchwan, anterior a 1905.

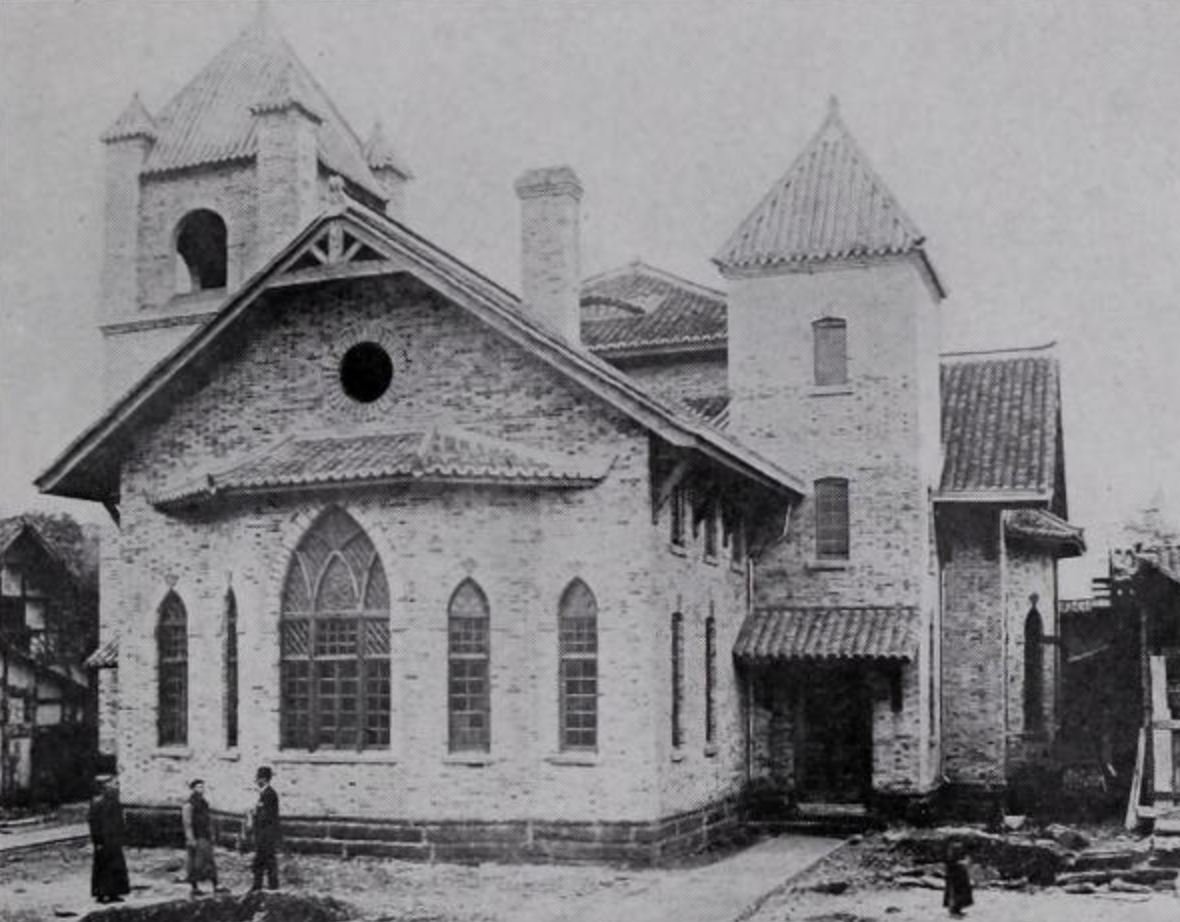
Iglesia bautista de Yachow, anterior a 1920.

Durante este período, no menos de cinco sociedades misioneras adicionales comenzaron un nuevo trabajo en Sichuan. En 1888, la Sociedad Misionera de Londres, cuyo representante, el Dr. Griffith John, fue el primero en entrar en la provincia en 1868, comenzó un trabajo permanente en Chungking. En 1889, Robert John y Mary Jane Davidson de la Asociación de las Misiones Extranjeras de los Amigos introdujeron el cuaquerismo en Tungchwan. En 19 años se establecieron sucesivamente cinco juntas mensuales en Chengtu, Chungking, Tungchwan, Tungliang y Suining. En 1890 llegó la Unión Misionera Bautista Estadounidense y comenzó a trabajar en el oeste de la provincia, teniendo como centros principales a Suifu (1890) y Kiating (1894). Tres estaciones más fueron establecidas en Yachowfu (1894), Ningyuanfu (1905) y, Chengtu (1909). El año 1892 vio a la Church Missionary Society de la Iglesia de Inglaterra, bajo el liderazgo del Rev. James Heywood Horsburgh, comenzar una nueva misión al este de la provincia, que finalmente condujo a la ocupación de esa región, que hasta entonces no había sido alcanzada por ninguna otra misión. Luego, finalmente, en 1892, los metodistas canadienses abrieron el trabajo en el oeste, teniendo como sede a Chengtu y Kiating.
En 1895, se estableció la diócesis anglicana de Szechwan con su sede en Paoning. William Cassels se convirtió en el primer obispo diocesano después de su consagración el 18 de octubre, día de San Lucas, en la abadía de Westminster. Ese mismo año estuvo marcado por un grave estallido de agitación antiextranjera que comenzó en la capital, Chengtu, y desde allí se extendió por toda la provincia. En la capital, se destruyeron la propiedad de tres misiones protestantes y la de los católicos; y todos los misioneros de todas las misiones, tanto protestantes como católicos, estaban agradecidos de poder escapar con vida.

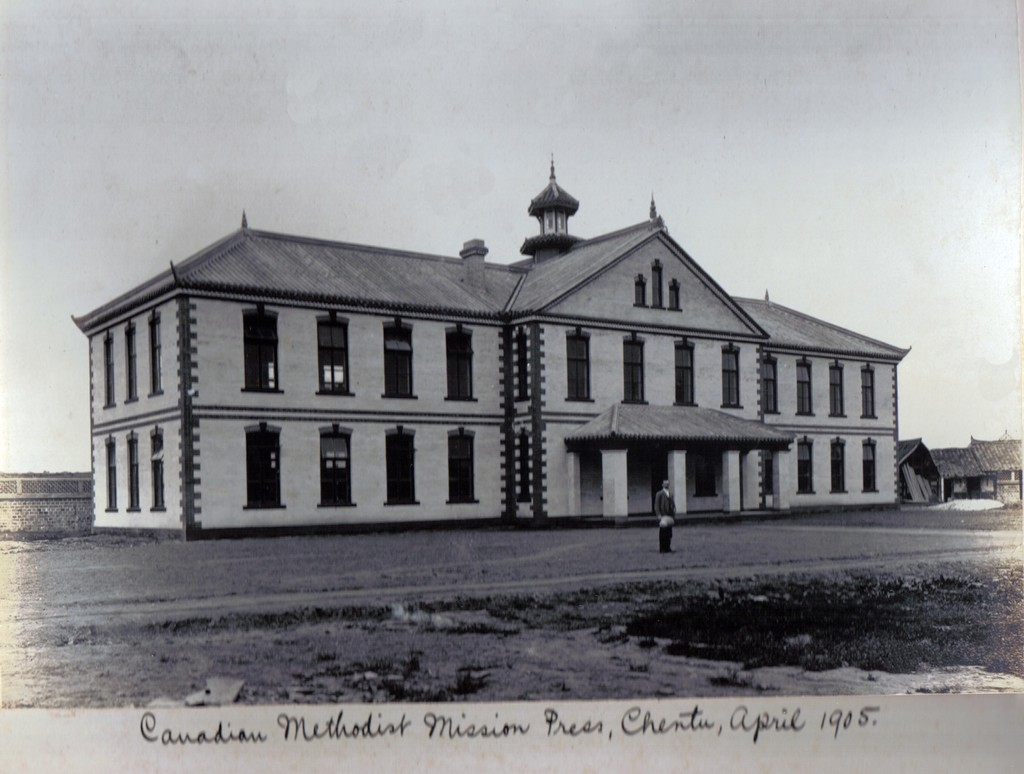
Canadian Methodist Mission Press, Chengtu, abril de 1905.

La Canadian Methodist Mission Press (lit. «Imprenta de la Misión Metodista Canadiense») establecida en 1897, en Kiating, fue la primera imprenta misionera de la región, que también produjo The West China Missionary News, el primer periódico en inglés de la provincia. En 1903, se trasladó a la ciudad capital de Chengtu.
En 1898, un disturbio denominado «rebelión de Yü Man-tse» se dirigió principalmente contra los católicos; los protestantes no sufrieron la ira de los rebeldes, aunque fueron objeto de persecución y pequeñas molestias por parte de los alborotadores locales. Durante la rebelión, se llevó a cabo una conferencia protestante (enero de 1899) en Chungking, que resultó en los establecimientos de The West China Missionary News y la Sociedad de folletos religiosos de China Occidental, y la formación de la Junta Asesora para China Occidental. Desde el arreglo de los disturbios de Yü-man-tse de 1898 hasta el levantamiento de los bóxers en 1900, un período de casi dos años, la misión en Sichuan disfrutó de un tiempo de paz y tranquilidad, que terminó abruptamente en el verano de 1900, cuando todos los misioneros se vieron obligados a huir a la costa.

### SigloXX

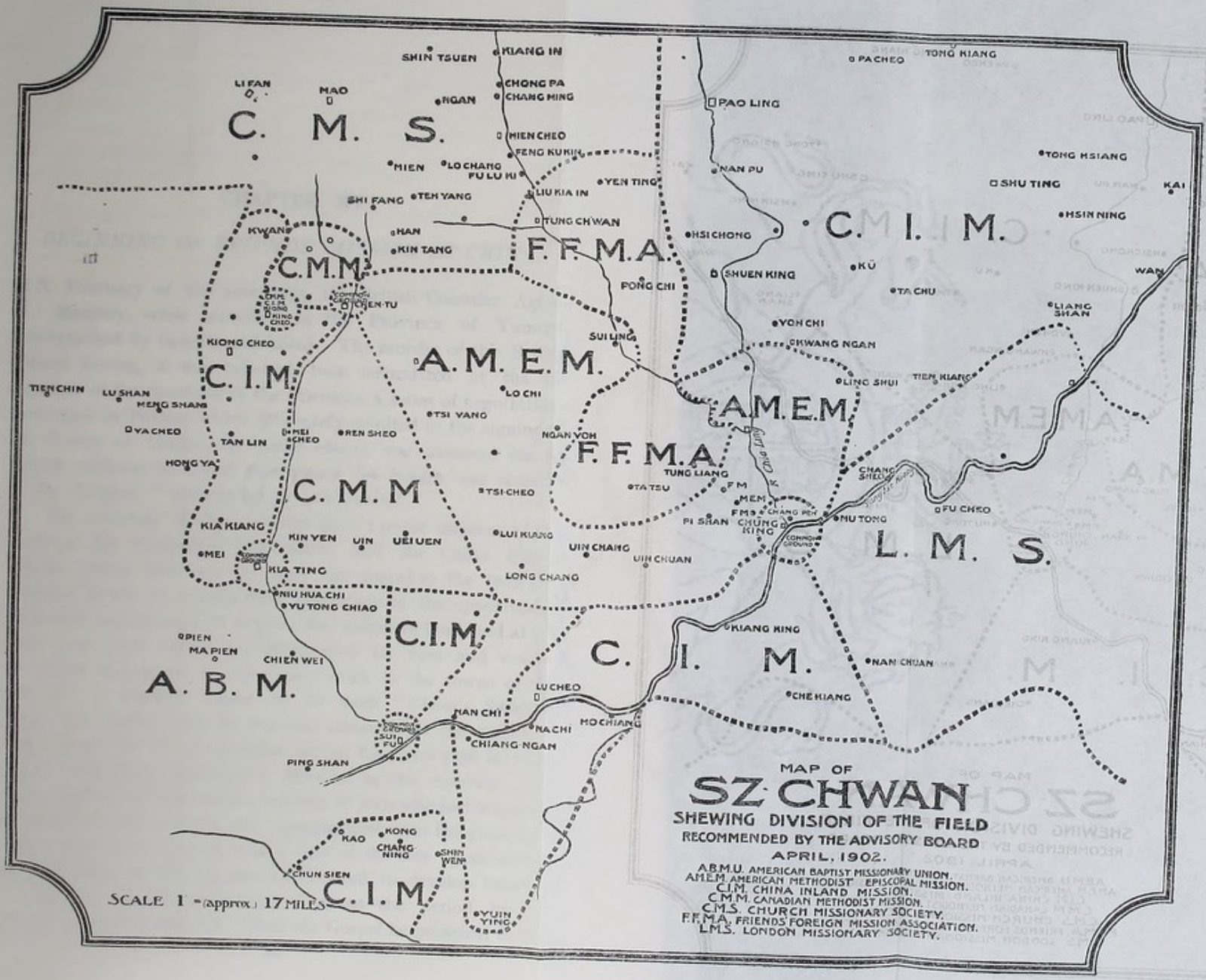
Mapa de Sichuan que muestra la división del campo por siete sociedades misioneras protestantes en 1902: Unión Misionera Bautista Estadounidense (A.B.M.), Misión Metodista Episcopal Estadounidense (A.M.E.M.), China Inland Mission (C.I.M.), Misión Metodista Canadiense (C.M.M.), Church Missionary Society (C.M.S.), Asociación de las Misiones Extranjeras de los Amigos (F.F.M.A.) y, Sociedad Misionera de Londres (L.M.S.).

Sichuan sufrió muy poco por los bóxers. Al regresar los misioneros a sus respectivas estaciones durante la primera parte de 1901, encontraron en muchos lugares, especialmente en las partes occidentales de Sichuan, lo que más tarde se conoció como el «movimiento de masas» en pleno apogeo. Este movimiento se remonta a 1895, creciendo constantemente hasta que fue aplastado por la rebelión de Yü Man-tse, pero inmediatamente después del arreglo de esos problemas revivió con nuevo vigor y fuerza. Durante ese tiempo, sin embargo, se limitó casi por completo a la Iglesia católica. Pero después del arreglo de los bóxers, el movimiento de masas no solo revivió entre los católicos, sino que también se apoderó de la Iglesia protestante. Este movimiento fue de lo más desconcertante, incluso para los misioneros experimentados. Constantemente llegaban diputaciones de los distritos circundantes con ofertas de la nobleza y los líderes para abrir salones de evangelización, estaciones de predicación o escuelas, sin costo alguno para las sociedades misioneras. Se presentaron largas listas con los nombres de aquellos que estaban ansiosos por convertirse en «adherentes» de la Iglesia o «aprendices» de la verdad. Este movimiento atrajo de diferentes maneras a diferentes misioneros y sociedades misioneras. Algunos de los más optimistas lo acogieron como respuesta a las oraciones de años pasados ya la abundante siembra de las últimas décadas. Otros, que no estaban tan entusiasmados, miraron con recelo el movimiento y, en general, desalentaron el establecimiento de estaciones en tales condiciones.
Una gran demanda de literatura científica que siguió al brote de los bóxers fue tan apremiante que la Sociedad para la Difusión del Conocimiento Cristiano en Shanghái decidió abrir un depósito en Chengtu para satisfacer esta demanda. La sociedad pudo asegurar la mejor posición en la calle más importante, y la venta cada vez mayor de libros, gráficos, mapas y otra literatura había justificado la decisión de la sociedad de abrir un depósito en esa remota provincia.
La Misión Metodista Canadiense, reconociendo que Chengtu, la capital de la provincia, era el centro de la actividad e influencia literaria, trasladó su imprenta a esa ciudad, en 1903. Uno de los signos del espíritu progresista es un plan para una universidad. La mayoría de los misioneros habían visto la importancia de las instituciones educativas y habían tratado de proporcionar escuelas y otras instalaciones para satisfacer la demanda del aprendizaje occidental. Desde la adopción por parte de China de los métodos occidentales de educación, la demanda de alguna institución de educación superior había sido muy sentida por aquellos especialmente interesados en el bienestar espiritual de las clases educadas.

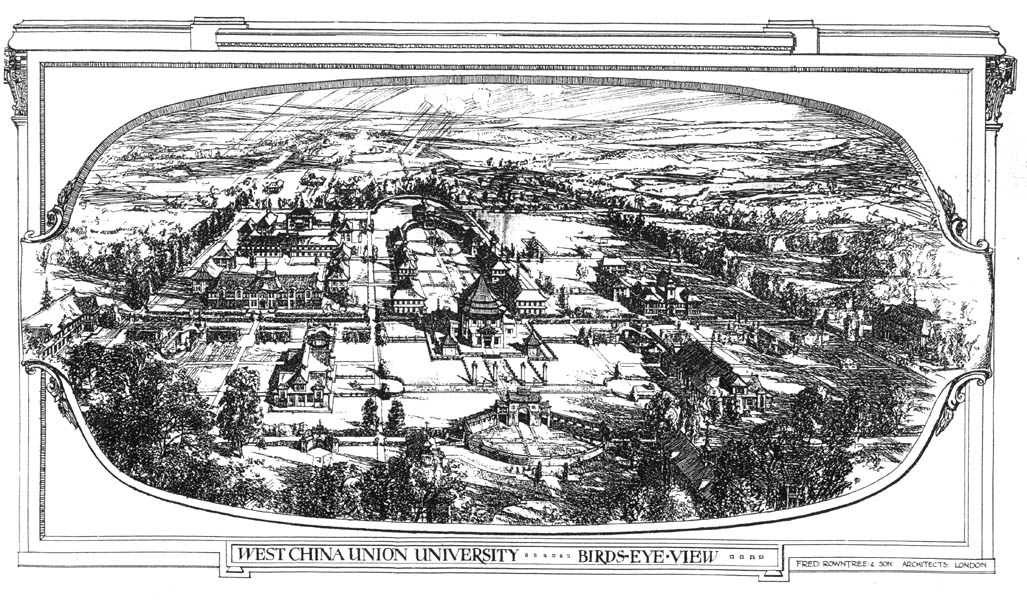
Vista aérea de la Universidad de la Unión de China Occidental, diseñada por Fred Rowntree, arquitecto inglés de Arts and Crafts.

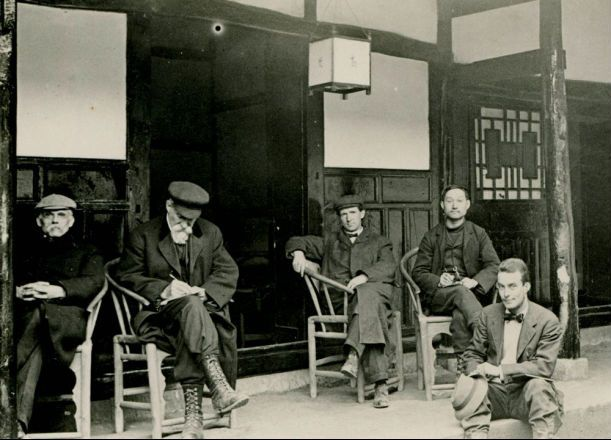
Joseph Beech (tercero desde la izquierda) con (de izquierda a derecha) E. D. Burton (erudito bíblico bautista estadounidense), T. C. Chamberlin (geólogo estadounidense), Y. T. Wang (intérprete) y R. T. Chamberlin (hijo de T. C. Chamberlin) en Tungchwan, durante un viaje exploratorio a través de China en 1909 como parte de la Comisión de Investigación Educativa Oriental.

La Universidad de la Unión de China Occidental, que había sido planeada durante mucho tiempo, se inauguró finalmente en 1910, en Chengtu. Esta institución fue el fruto de los esfuerzos colectivos de cuatro misiones: la Sociedad de la Misión Extranjera Bautista Estadounidense (Iglesias Bautistas Americanas USA), la Misión Metodista Episcopal Estadounidense (Iglesia Metodista Episcopal), la Asociación de las Misiones Extranjeras de los Amigos (cuáqueros británicos), y la Misión Metodista Canadiense (Iglesia Metodista de Canadá). La Church Missionary Society (Iglesia de Inglaterra) se convirtió en socio de la universidad en 1918. La universidad creció rápidamente en su primera década y siguió siendo un actor clave en la educación terciaria en Sichuan durante la época republicana. El misionero metodista estadounidense Joseph Beech, graduado de la Universidad Wesleyana y miembro de la Psi Upsilon y la Phi Beta Kappa, desempeñó un papel fundamental en la fundación y administración de la Universidad Unión de China Occidental. Se desempeñó como presidente fundador y luego como cancelario. David Crockett Graham, polímata y misionero de las Iglesias Bautistas Americanas USA, fue conservador del Museo de Arte, Arqueología y Etnología de la universidad de 1932 a 1942. También enseñó religiones comparadas en el colegio teológico, así como arqueología y antropología en la universidad.

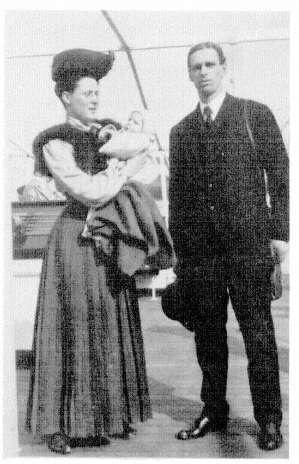
Robert Roy y Grace Service a bordo, comenzando su viaje a la China Occidental, 1905.

El 10 de mayo de 1906, el misionero estadounidense Robert Roy Service y su esposa Grace Service llegaron a Chengtu. Con la ayuda de un misionero cuáquero inglés, Henry Hodgkin, abrieron trabajo para la primera misión de la Young Men's Christian Association (YMCA) en Sichuan. Robert y Grace se graduaron de la Universidad de California en Berkeley. Robert fue atleta, miembro de la Psi Upsilon y presidente de la clase senior y de la YMCA. Grace fue miembro de la Kappa Alpha Theta y tesorera de la Young Women's Christian Association (YWCA). A través de la YMCA, una organización fundada sobre los principios del cristianismo musculoso, Robert introdujo la educación física occidental en la provincia. En 1910, se construyeron campos de fútbol y béisbol, así como una pista de tenis, cerca de la calle Wen Miao en Chengtu; en 1913 se inauguró un gimnasio.
En 1908, Albert Shelton y James Clarence Ogden de la Sociedad Misionera Cristiana Extranjera de los Discípulos de Cristo llegaron a Batang y establecieron una estación misionera, después de estudiar chino y tibetano durante cuatro años en Tachienlu. Zenas Sanford Loftis se unió a la misión de Batang el 17 de junio de 1909, pero murió de tifus y viruela dos meses después. En 1922, Batang se convirtió en el centro de la misión tibetana de los Discípulos de Cristo. Debido a la constitución de Sichuan en esa época, Batang quedó fuera del límite occidental y pertenecía al territorio especial de Chwanpien (lit. «región fronteriza de Szechwan»).

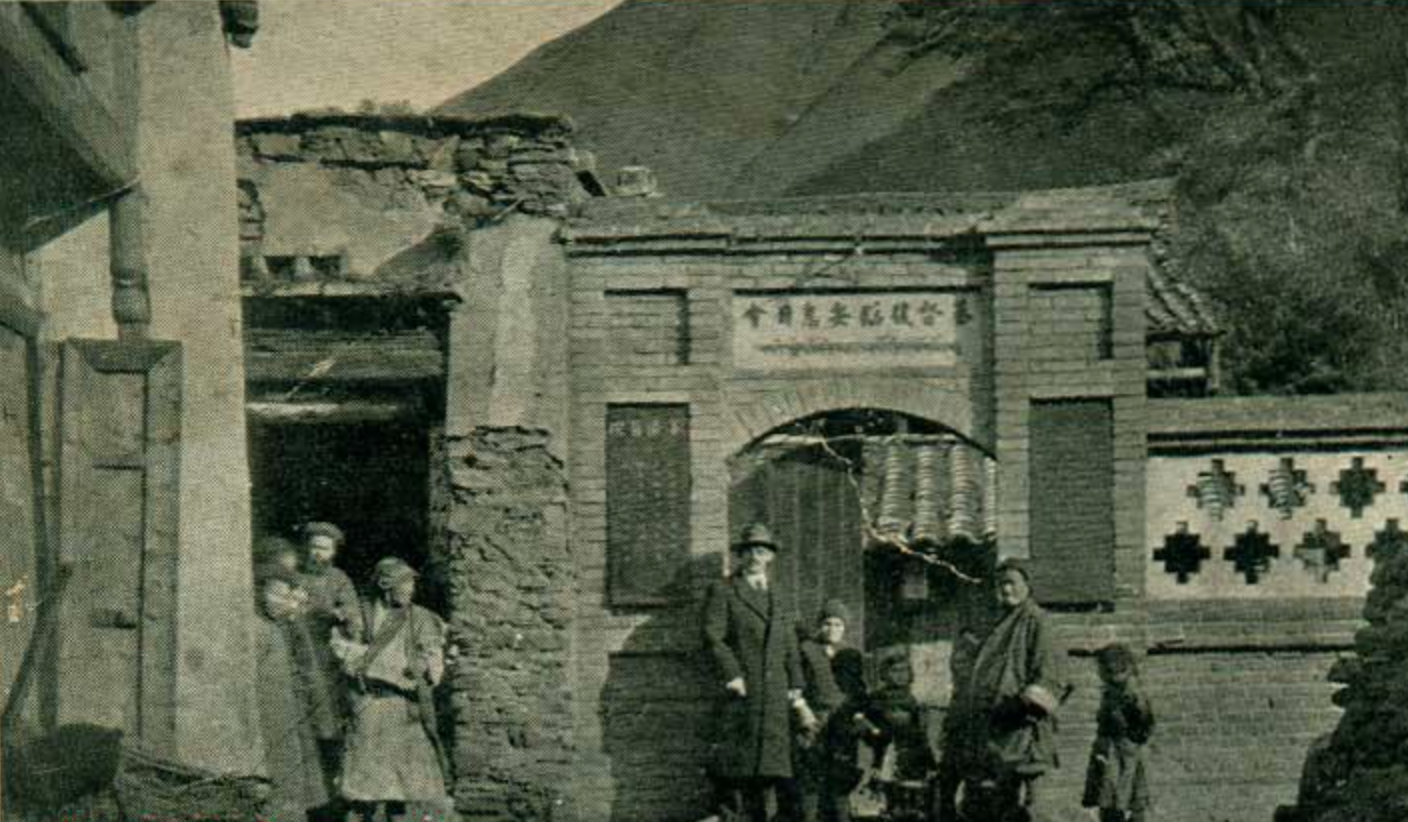
Dr. John Nevins Andrews con conversos locales parados afuera de la iglesia adventista de Tatsienlu, Tíbet oriental, c. 1931.

En 1914, la Misión Adventista (Iglesia Adventista del Séptimo Día) estableció una estación en Chungking. Su Misión de Szechwan se formó oficialmente en 1917. En 1919, la misión se dividió en Misión de Szechwan Oriental y Misión de Szechwan Occidental para facilitar la administración.
A finales de 1921, había 12 954 cristianos protestantes bautizados en Sichuan, casi la mitad de ellos eran metodistas, concretamente 5788. Los anglicanos compartían casi la otra mitad con 5474 miembros. Los bautistas y los Amigos ingleses tenían 1263 y 429 fieles respectivamente. El 63 por ciento de los 12 954 protestantes eran hombres.
El luteranismo también tenía una pequeña presencia en Chungking. La iglesia de la Santa Cruz del culto luterano se fundó en Wanhsien en 1925, bajo la supervisión del reverendo George Oliver Lillegard, un pastor-misionero mandado por la Iglesia luterana Sínodo de Misuri.

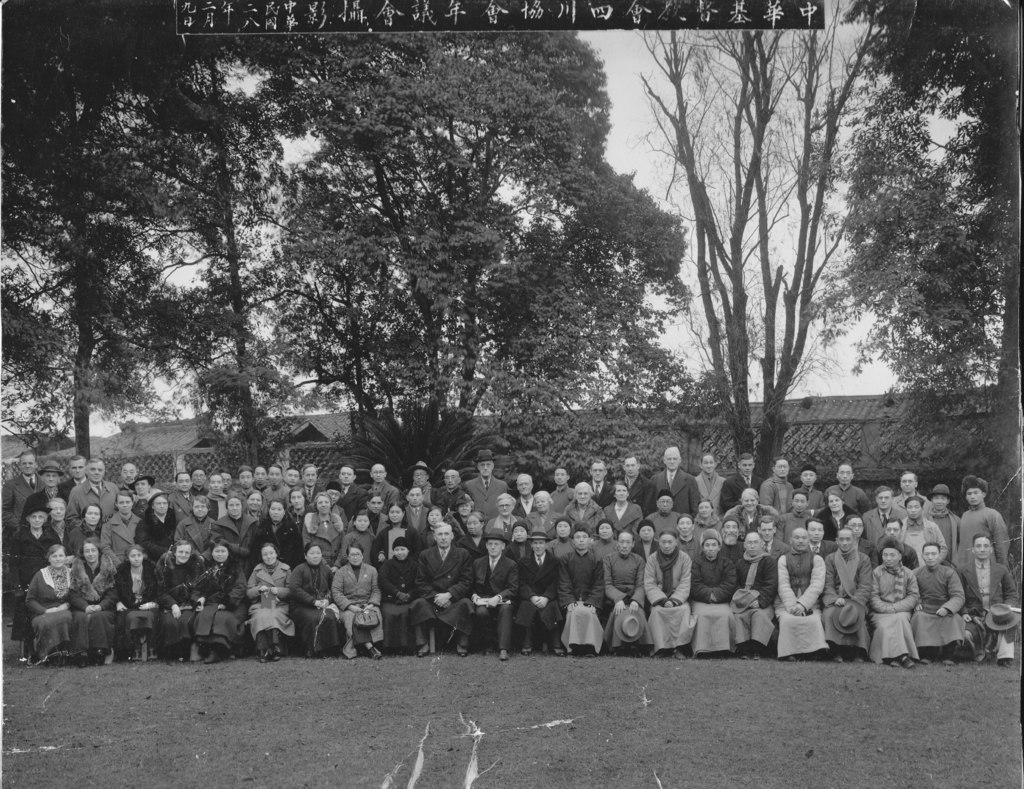
Reunión anual del Sínodo de Szechwan de la Iglesia de Cristo en China, celebrada el 9 de febrero de 1939.

En 1934, la Misión Metodista Canadiense se había unido a la Iglesia de Cristo en China (ICC); el 9 de febrero de 1939 se celebró una reunión general anual del Sínodo de Szechwan de la ICC. En 1940, la ICC estableció una estación misionera en Lifan, un condado ubicado en la región fronteriza de Sichuan y Tíbet Oriental, como parte de su Movimiento de Servicio Fronterizo. Este movimiento tuvo un marcado carácter del evangelio social, con el objetivo de extender el cristianismo a los pueblos tibetano, qiang e yi.
En 1935, la Verdadera Iglesia de Jesús estableció su primera estación misionera en Chungking. Dos años más tarde, Kwang'an se convirtió en su nuevo centro misionero donde bautizaron a 186 personas en un mes.
En 1939, dos misioneros menonitas estadounidenses, Henry Cornelius Bartel, fundador de la Sociedad Misionera Menonita de China, y su esposa Nellie Schmidt Bartel, viajaron a Kuangyuan en el noreste de Sichuan. En 1941, los Bartel comenzaron a trabajar en la frontera entre Sichuan, Gansu y Shaanxi. Se estableció un centro de misión en Sandui (Kuangyuan) a principios de 1949, pero todas las actividades cesaron poco antes de la iniciación de la Revolución Cultural en 1966.
La Misión Kweichow-Szechwan de la Alianza Cristiana y Misionera (AC&M) tenía su zona en los límites de las provincias de Kweichow y Szechwan y adyacente a las provincias de Hunán y Hupeh. Todo el personal misionero de la AC&M fue retirado durante el año 1949.

## Situación actual
Después de la toma del poder por los comunistas en 1949, las iglesias protestantes en China se vieron obligadas a romper sus lazos con las respectivas iglesias en el extranjero, lo que ha llevado a la fusión de todas las confesiones protestantes en la Iglesia Patriótica de las Tres Autonomías establecida por el gobierno comunista.
En 1958, un movimiento de «reforma religiosa» se extendió por el Tíbet. Las iglesias de Batang fueron desacralizadas y convertidas en comedores comunales, además de demoliciones de templos budistas y quema de textos sagrados.
Radio Free Asia informó sobre el arresto de ocho cristianos en 2010 durante una reunión de una iglesia clandestina en Suining, mientras que dos fueron golpeados. La policía los detuvo durante seis horas y los trató como si fueran delincuentes.
En 2018, cuatro cristianos fueron arrestados por distribuir folletos con información religiosa en el campus de una universidad, y acusados de «obstruir la administración del gobierno». Ese mismo año, las fuerzas de seguridad chinas lanzaron una operación para arrestar a casi un centenar de miembros de una confesión protestante de Chengtu, incluido su jefe espiritual, el pastor Wang Yi.
A partir de 2019, múltiples iglesias protestantes en Sichuan fueron cerradas, tanto los templos de Tres Autonomías como los caseros.
El 17 de noviembre de 2021, la policía allanó la Iglesia Reformada de Qingcaodi en Deyang. Días después, una de los congregantes, Liu Wuyi, fue detenida criminalmente.
El 14 de agosto de 2022, la policía de Chengtu allanó una reunión dominical de la Iglesia del pacto de la lluvia temprana y detuvo a un líder.

### Iglesia del pacto de la lluvia temprana
La Iglesia del pacto de la lluvia temprana es una de las iglesias clandestinas más grandes y resistentes de Sichuan. La congregación fue iniciada como Compañerismo bendito de la lluvia temprana en abril de 2005 por el pastor Wang Yi y su esposa Jiang Rong, en su propia casa en Chengtu, que se estableció formalmente como una iglesia clandestina en abril de 2008. Se la conocía como Iglesia bendita de la lluvia temprana, Iglesia reformada de la lluvia temprana e Iglesia presbiteriana reformada de la lluvia temprana antes de cambiar su nombre a Iglesia del pacto de la lluvia temprana. A medida que la congregación creció, varias otras iglesias clandestinas en Chengtu se unieron a la Lluvia Temprana con el tiempo para formar el Presbiterio de las iglesias reformadas de China Occidental. Esto ha dado lugar a otras ampliaciones institucionales, como un jardín de infancia, una escuela diurna, un seminario (Seminario Teológico del Pacto de China Occidental) y una universidad de artes liberales (Universidad del Pacto de China Occidental). En diciembre de 2019, el pastor Wang Yi fue condenado a nueve años de prisión por «incitar a la subversión del poder estatal» y «actividades comerciales ilegales».

## Impacto
The West China Missionary News, una revista de actualidad fundada en 1899 por la Junta Asesora de Misiones de China Occidental, es el primer periódico de Sichuan en idioma inglés. Junto con la Journal of the West China Border Research Society fundada en 1922, estas dos publicaciones cubren una amplia gama de temas que incluyen estudios de idiomas locales, costumbres, religión, economía, medicina, medioambiente y minorías étnicas, así como la traducción de obras históricas relacionadas con la región de Sichuan.
Western Mandarin, or the Spoken Language of Western China, un diccionario de sichuanés compilado en 1900 por Adam Grainger, misionero británico de la China Inland Mission, tiene 803 páginas, 3786 caracteres y 13 484 entradas, así como 401 proverbios. En 1917, Omar Leslie Kilborn, un misionero metodista canadiense, publicó su propio libro de texto para aprender sichuanés titulado Chinese Lessons for First Year Students in West China.
Antes de 1950, las Iglesias protestantes de Sichuan tenían una estrecha relación con la Szechwan Lodge No. 112 bajo la jurisdicción de la Gran Logia de Filipinas. Además de tener su punto de reunión en la Universidad de la Unión de China Occidental de Chengtu fundada por misiones protestantes, varios maestres también eran misioneros. Como ejemplos se puede citar David Crockett Graham, misionero bautista estadounidense; Ralph Ansel Ward, misionero metodista estadounidense; Albert James Brace y Thomas Harry Williams, misioneros metodistas canadienses. Brace fue uno de los fundadores de la Sociedad de Investigación de la Frontera de China Occidental (West China Border Research Society). Graham organizó la primera excavación de un yacimiento arqueológico de lo que ahora se conoce como Sanxingdui, que supuestamente es la ciudad capital del antiguo reino de Shu. Escribió «A Preliminary Report of the Hanchow Excavation» publicado en la Journal of the West China Border Research Society.
La labor misional de los protestantes había logrado muchas primicias en Sichuan. La siguiente tabla está basada en el artículo «Resumen de la historia del cristianismo protestante en Sichuan» del pastor Wang Yi.
| Primer(a)                                                             | Nombre                                                                        | Localidad          | Fundado/a por                 | Misión                                                                         | Fecha     |
| --------------------------------------------------------------------- | ----------------------------------------------------------------------------- | ------------------ | ----------------------------- | ------------------------------------------------------------------------------ | --------- |
| clínica                                                               | Desconocida                                                                   | Chungking          | John McCarthy                 | China Inland Mission                                                           | 1877      |
| movimiento contra el vendado de pies                                  | —                                                                             | Chungking          | Gertrude Howe                 | Misión Metodista Episcopal Estadounidense                                      | años 1880 |
| escuela de niñas                                                      | Escuela de Niñas de la Misión Metodista                                       | Chungking          | Clara J. Collier              | Misión Metodista Episcopal Estadounidense                                      | 1887      |
| escuela secundaria                                                    | Escuela Secundaria de la Unión de Chungking                                   | Chungking          | Spencer Lewis                 | Misión Metodista Episcopal Estadounidense                                      | 1891      |
| hospital                                                              | Hospital General de Chungking                                                 | Chungking          | James H. McCartney            | Misión Metodista Episcopal Estadounidense                                      | 1892      |
| hospital de niños                                                     | Hospital de Chengtu para Mujeres y Niños                                      | Chengtu            | Desconocido                   | Misión Metodista Canadiense                                                    | 1896      |
| escuela de niñas en Chengtu                                           | Escuela de Niñas de Chengtu                                                   | Chengtu            | Sara C. Brackbill             | Misión Metodista Canadiense                                                    | 1896      |
| editorial & imprenta                                                  | Imprenta de la Misión Metodista Canadiense                                    | Kiating            | Virgil Chittenden Hart        | Misión Metodista Canadiense                                                    | 1897      |
| templo protestante en el Tíbet                                        | Iglesia del Evangelio de Tatsienlu                                            | Tatsienlu          | Cecil Polhill et al.          | China Inland Mission                                                           | 1897      |
| campo de fútbol                                                       | campo de fútbol de la Escuela Secundaria de los Amigos                        | Chungking          | Alfred Davidson               | Asociación de las Misiones Extranjeras de los Amigos                           | 1900      |
| colegio teológico protestante                                         | Colegio Diocesano de China Occidental                                         | Paoning            | W. H. Aldis                   | China Inland Mission                                                           | 1902      |
| jardín de infancia                                                    | Jardín de infancia de Cecelia                                                 | Suifu              | Marianne Thirza Bisbee        | Unión Misionera Bautista Estadounidense                                        | 1905      |
| universidad cristiana                                                 | Universidad de la Unión de China Occidental                                   | Chengtu            | Joseph Beech et al.           | cuatro misiones                                                                | 1910      |
| gimnasio                                                              | Gimnasio YMCA de Chengtu                                                      | Chengtu            | Robert Roy Service            | Misión de la YMCA                                                              | 1913      |
| educación odontológica (en todo el país)                              | Departamento de Odontología de la Universidad de la Unión de China Occidental | Chengtu            | William Reginald Morse et al. | varias misiones                                                                | 1917      |
| escuela para mudos y ciegos                                           | Desconocida                                                                   | Mienchow           | Alfred Arthur Phillips        | Church Missionary Society                                                      | 1918      |
| hospital en el Tíbet                                                  | Hospital Misional de Batang                                                   | Batang             | Albert Shelton                | Sociedad Misionera Cristiana Extranjera                                        | 1919      |
| escuela de obstetricia                                                | Escuela de Obstetricia de Chin I                                              | Chengtu            | Marian Manly                  | Sociedad Misionera Extranjera de las Mujeres de la Iglesia Metodista Episcopal | 1931      |
| avivamiento universitario                                             | Movimiento Universitario Cristiano                                            | Chengtu, Chungking | —                             | —                                                                              | 1944      |
| idea de establecer iglesias caseras en respuesta al régimen comunista | Plan de Respuesta                                                             | Wanhsien           | —                             | Junta de las Misiones del Sínodo de Misuri                                     | 1949      |

### En la cultura popular
Ondas en el agua estancada, una novela de Li Chie-ren publicada en 1936, ofrece un relato detallado de los conflictos entre los tres partidos en la zona circunvecina de Chengdu durante los años 1890, a saber, las comunidades cristianas locales, la Sociedad de Hermanos Mayores y la burocracia. La novela se adaptó a una serie de televisión de 12 episodios en 1988 titulada Una mujer y tres hombres, una película homónima en 1992 y una serie homónima en 2008.

## Cronología
| Misión                                                   | Iglesia                               | Confesión           | País              | Fecha         |
| -------------------------------------------------------- | ------------------------------------- | ------------------- | ----------------- | ------------- |
| China Inland Mission                                     | —                                     | Interdenominacional | Reino Unido       | 1877          |
| Misión Metodista Episcopal Estadounidense                | Iglesia Metodista Episcopal           | Metodista           | Estados Unidos    | 1882          |
| Sociedad Misionera de Londres                            | Iglesia congregacional                | Reformada           | Reino Unido       | 1888          |
| Asociación de las Misiones Extranjeras de los Amigos     | Britain Yearly Meeting                | Cuáquera            | Reino Unido       | 1889          |
| Sociedad de la Misión Extranjera Bautista Estadounidense | Iglesias Bautistas Americanas EE. UU. | Bautista            | Estados Unidos    | 1890          |
| Church Missionary Society                                | Iglesia de Inglaterra                 | Anglicana           | Reino Unido       | 1891          |
| Misión Metodista Canadiense                              | Iglesia Metodista de Canadá           | Metodista           | Canadá            | 1892          |
| Sociedad de folletos religiosos de China Occidental      | —                                     | —                   | China manchú      | 1899          |
| Misión de la YMCA                                        | YMCA de EE. UU.                       | No confesional      | Estados Unidos    | 1906          |
| Sociedad Misionera Cristiana Extranjera                  | Discípulos de Cristo                  | Restauracionista    | Estados Unidos    | antes de 1908 |
| Misión de Szechwan                                       | Iglesia Adventista del Séptimo Día    | Adventista          | Estados Unidos    | 1914          |
| Junta de las Misiones del Sínodo de Misuri               | Iglesia luterana Sínodo de Misuri     | Luterana            | Estados Unidos    | 1923          |
| Junta filial de Szechwan                                 | Verdadera Iglesia de Jesús            | No confesional      | China republicana | 1935          |
| Misión de los Hermanos Menonitas de China Occidental     | Iglesia de los Hermanos Menonitas     | Menonita            | Estados Unidos    | 1939          |
| Sínodo de Szechwan                                       | Iglesia de Cristo en China            | Interdenominacional | China republicana | ¿1939?        |
| Misión Kweichow-Szechwan                                 | Alianza Cristiana y Misionera         | Evangélica          | Estados Unidos    | Desconocida   |
| Misión Sueca de Santidad                                 | Unión Sueca de Santidad               | Bautista/evangélica | Suecia            | Desconocida   |
| Sociedad Bíblica Estadounidense                          | —                                     | —                   | Estados Unidos    | Desconocida   |
| Sociedad Bíblica Británica y Extranjera                  | —                                     | —                   | Reino Unido       | Desconocida   |
| Sociedad Bíblica Nacional de Escocia                     | —                                     | —                   | Reino Unido       | Desconocida   |

## Mapas

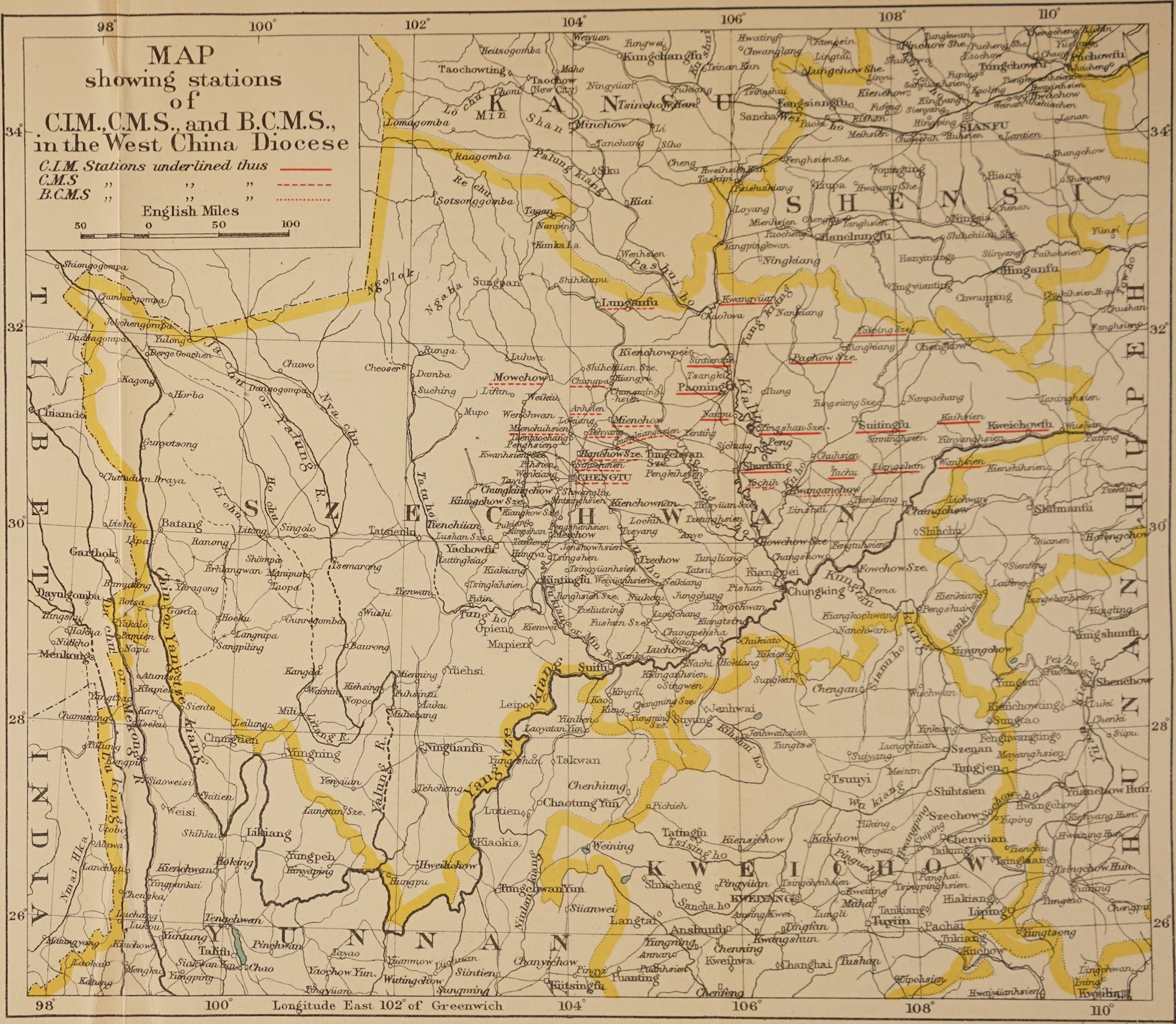
Mapa de Sichuan que muestra las estaciones misioneras anglicanas de China Inland Mission (CIM), Church Missionary Society (CMS), y Bible Churchmen's Missionary Society (BCMS)
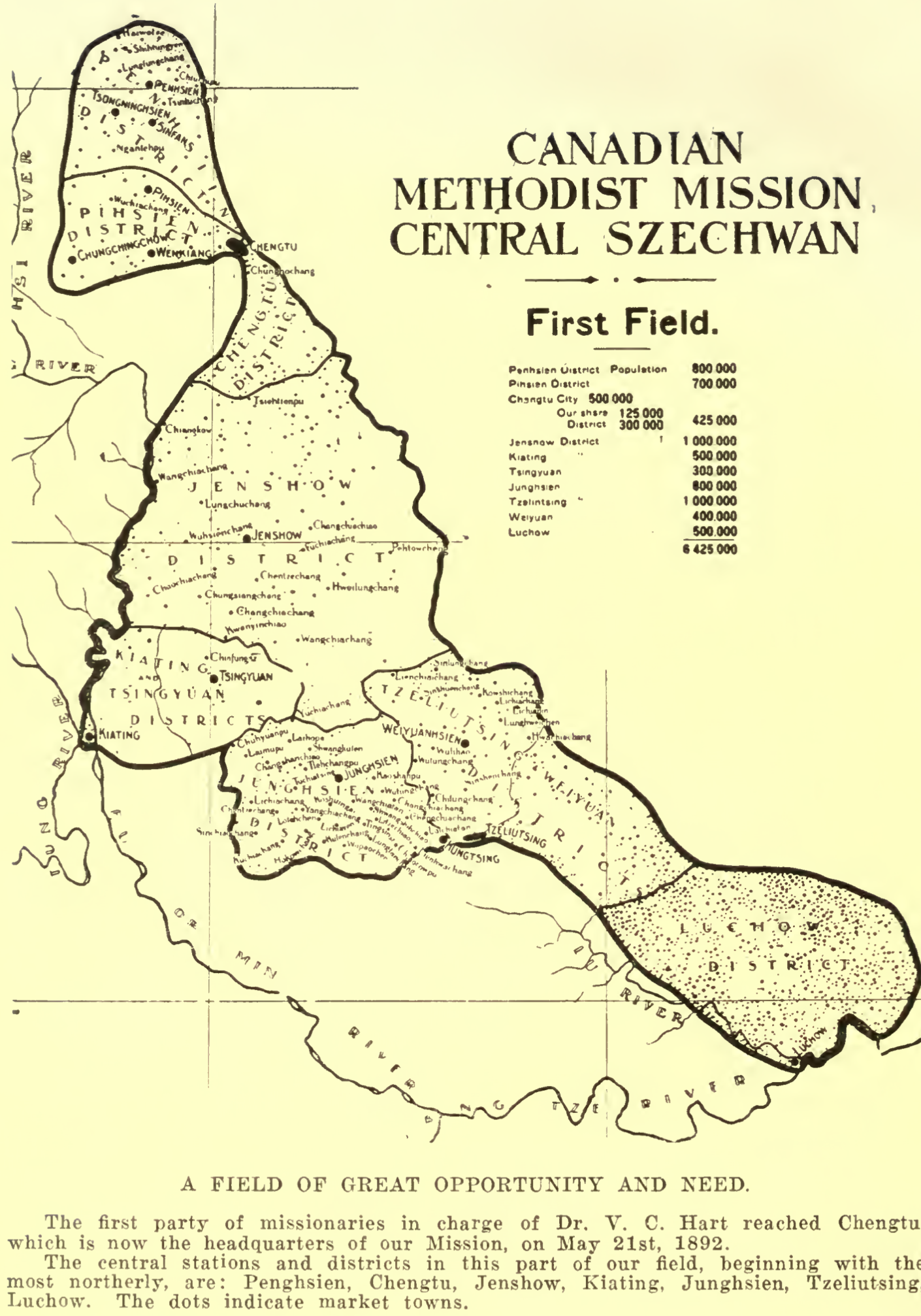
Misión Metodista Canadiense en Sichuan Central
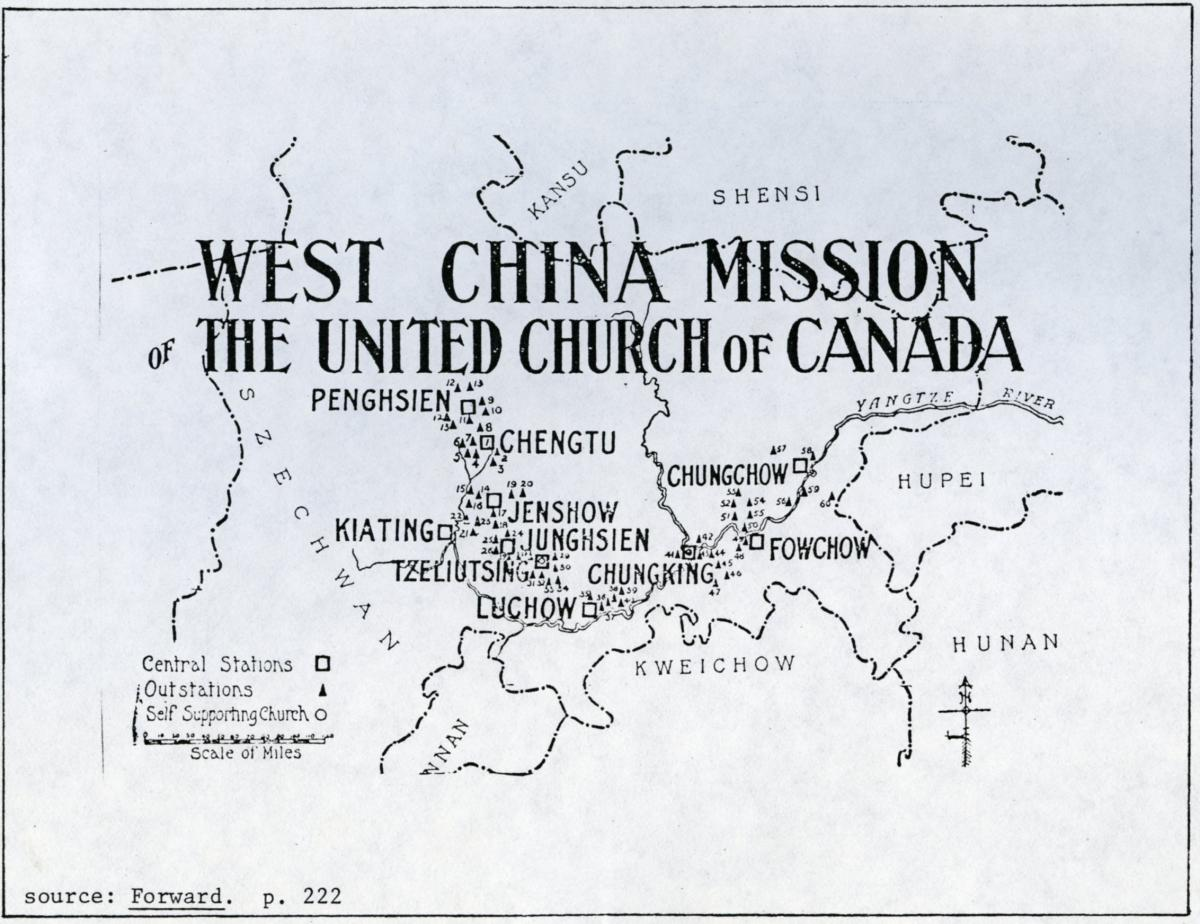
Misión de China Occidental de la Iglesia Unida de Canadá (metodista)
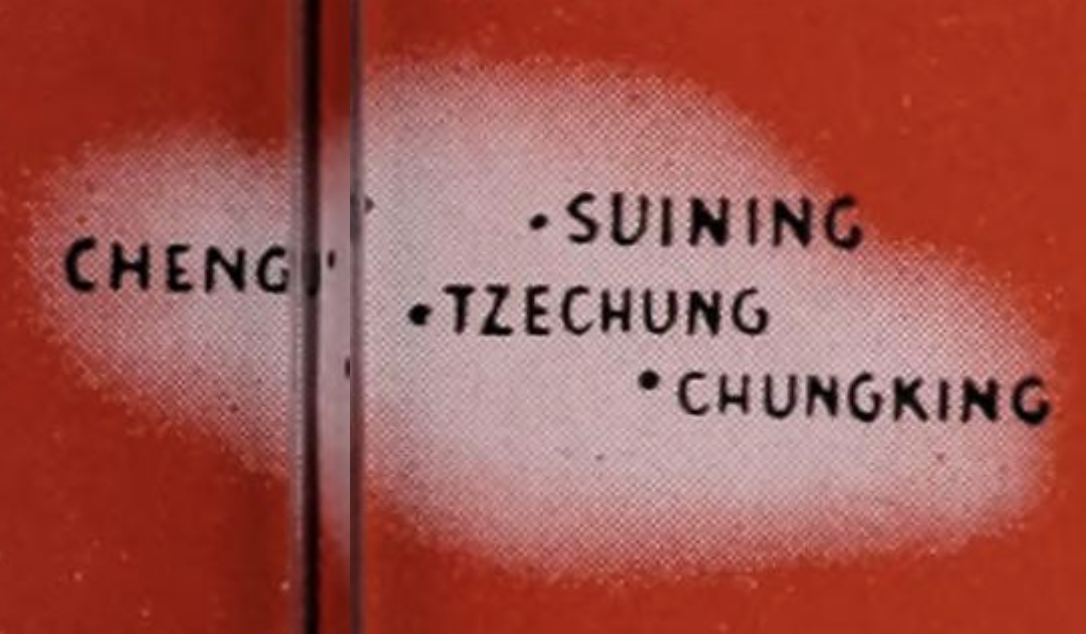
Zona misionera de la Iglesia Metodista Episcopal en Sichuan
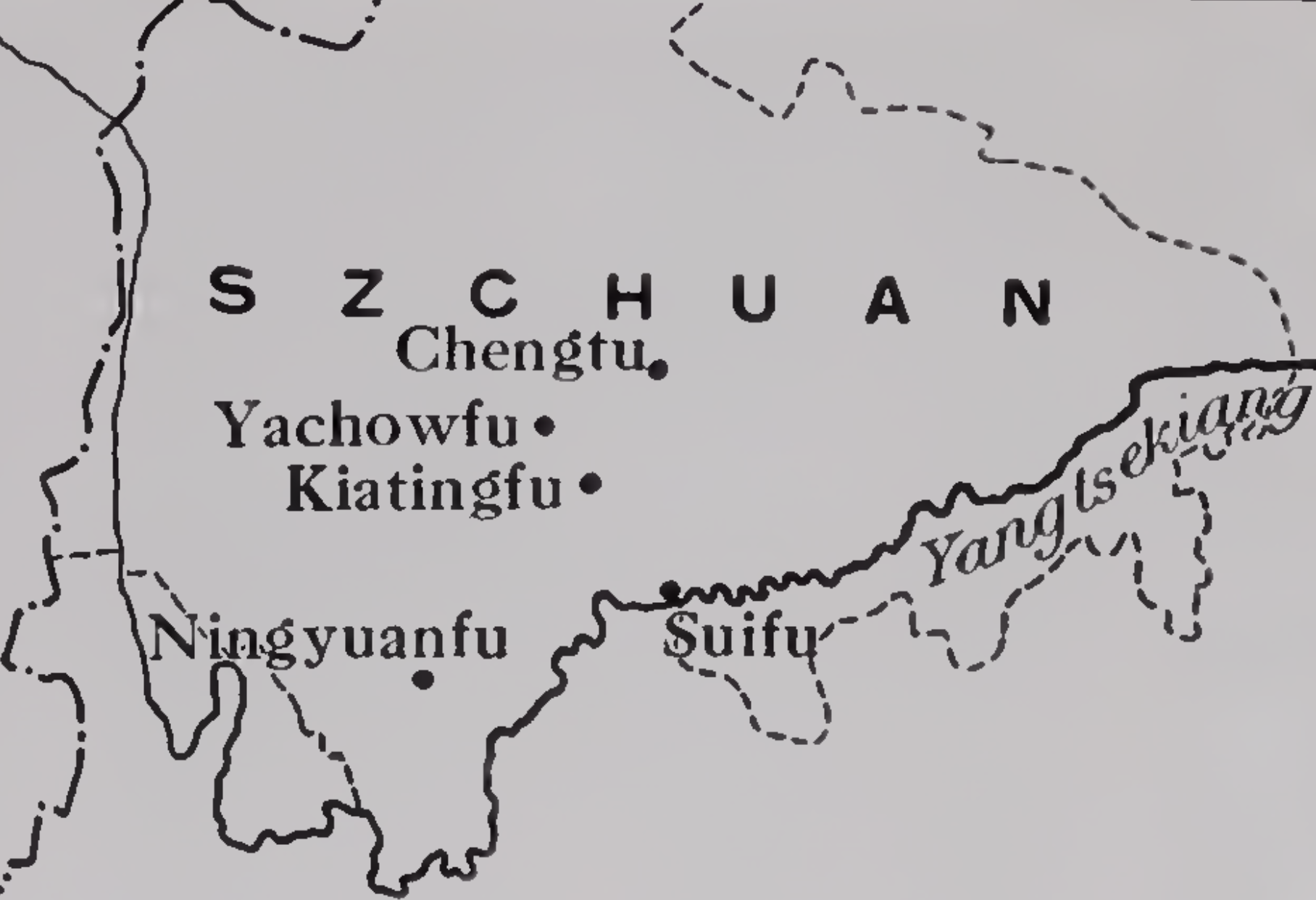
Mapa de Sichuan que muestra las estaciones misioneras bautistas estadounidenses
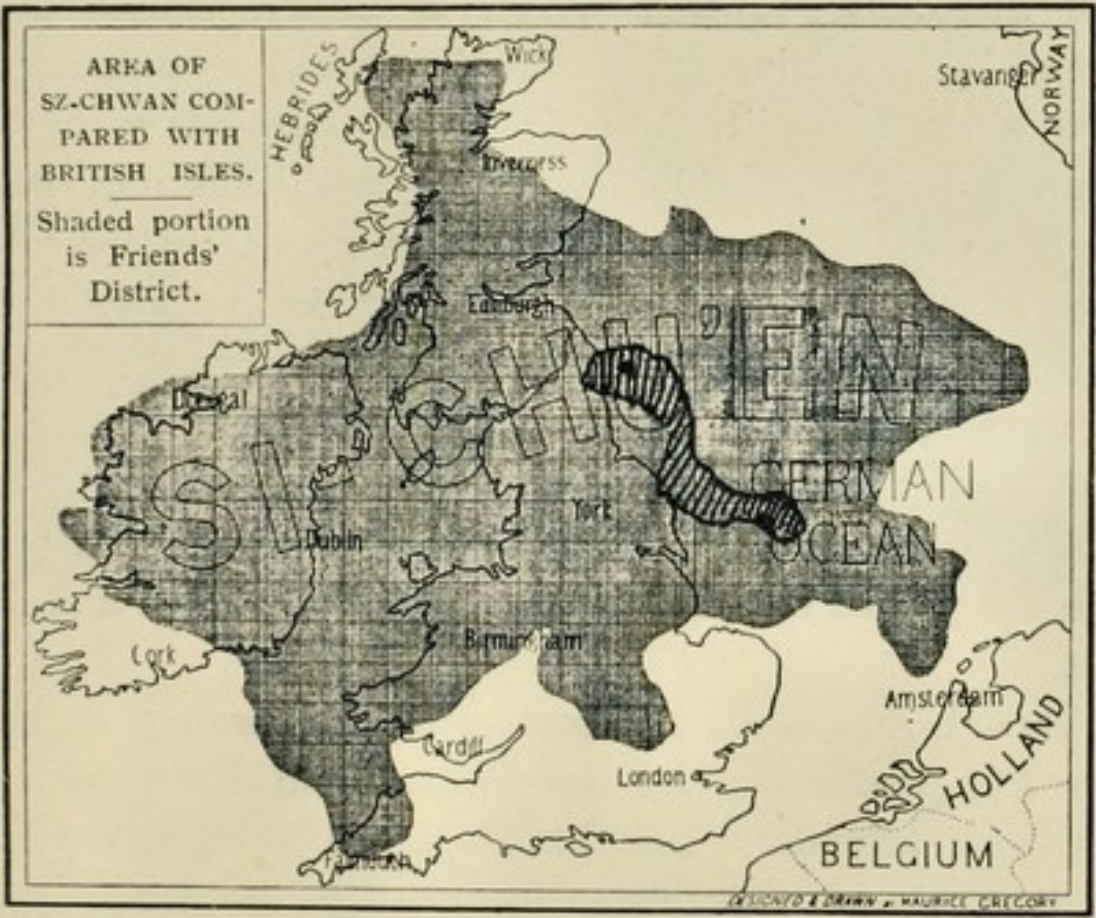
Área de Sichuan en comparación con las islas británicas. La porción sombreada es el distrito de la Asociación de las Misiones Extranjeras de los Amigos.
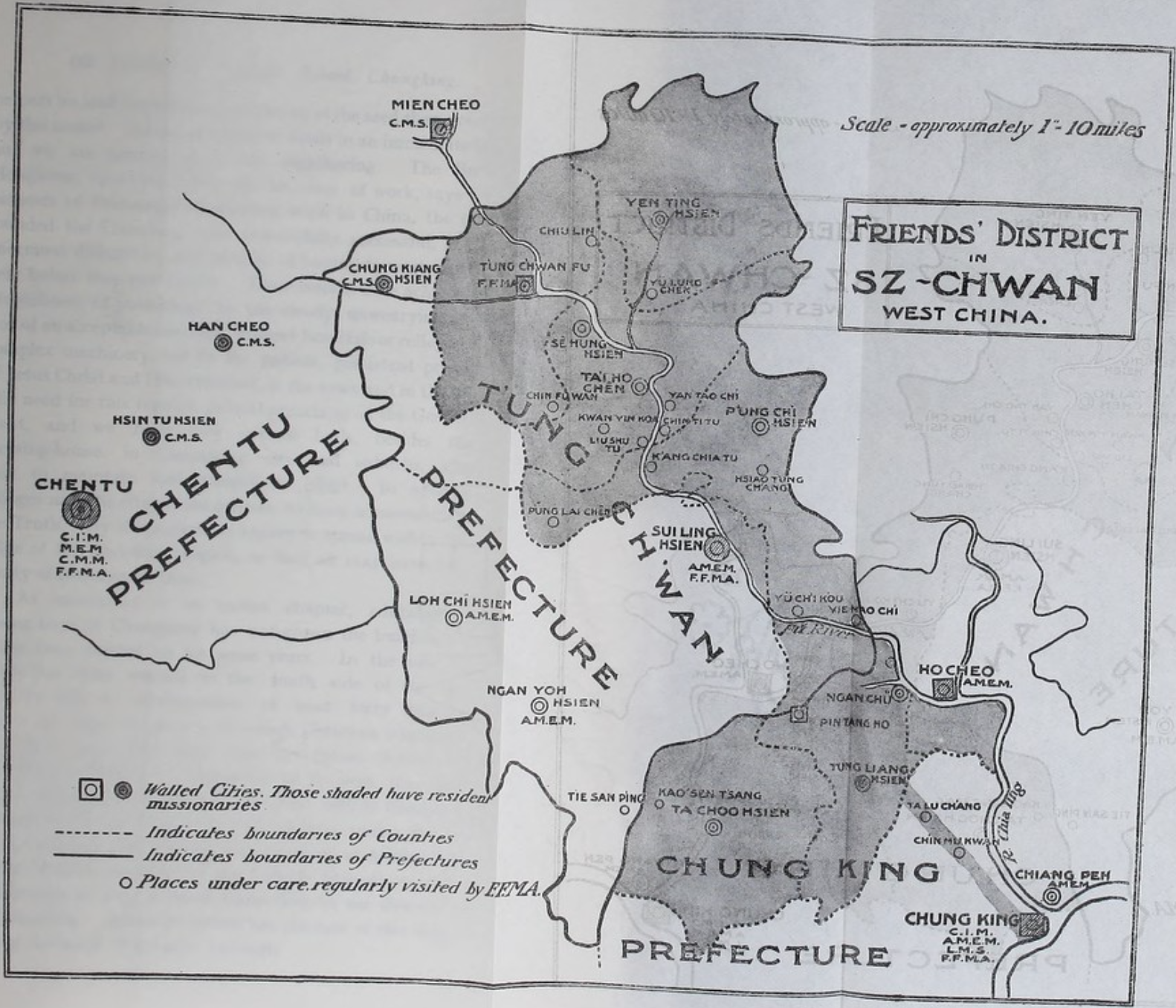
Distrito de la Asociación de las Misiones Extranjeras de los Amigos en Sichuan (cuáquero)
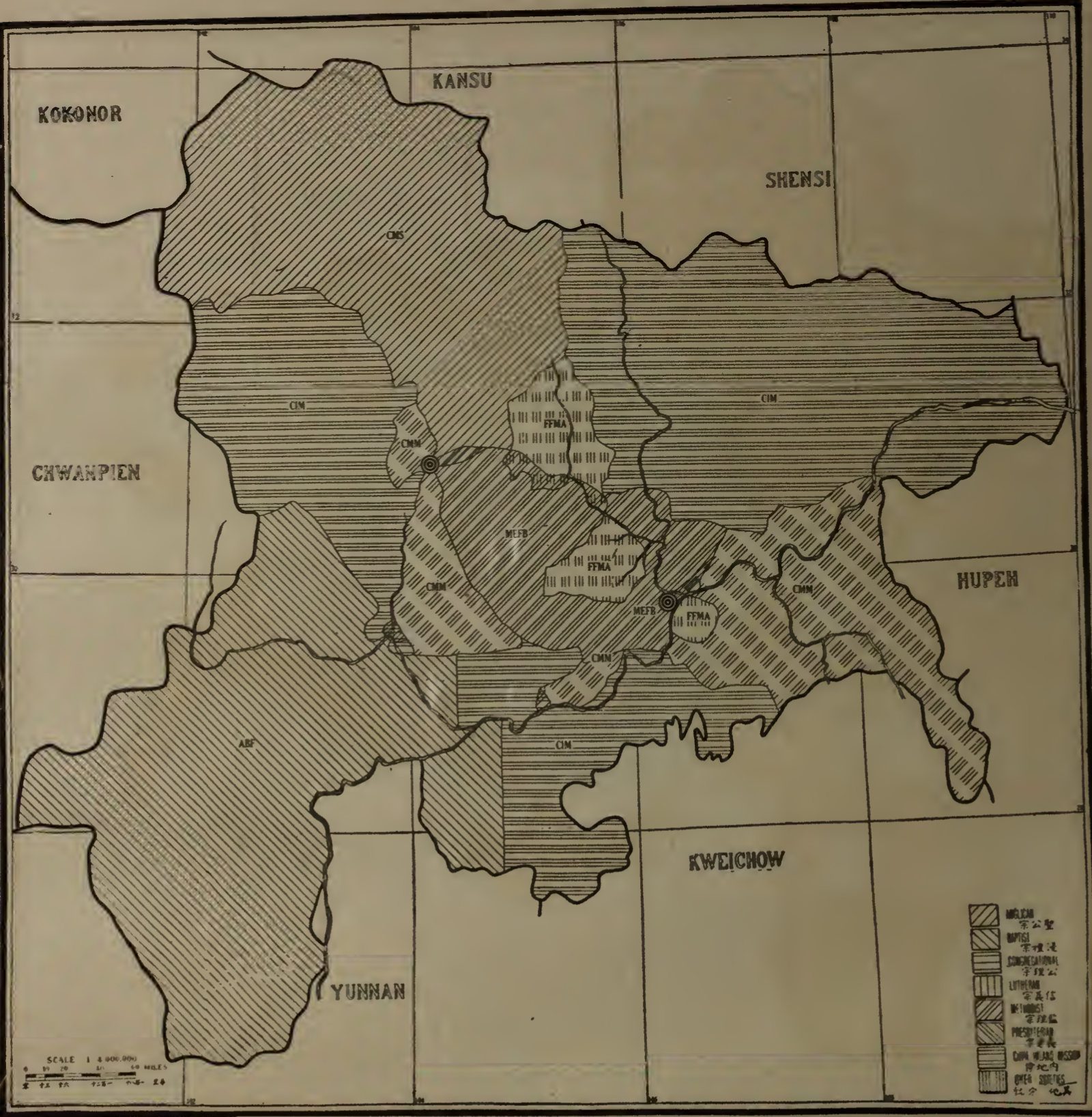
Mapa de Sichuan que muestra la división del campo por seis sociedades misioneras protestantes en 1922: A.B.F., C.I.M., C.M.M., C.M.S., F.F.M.A. y, M.E.F.B.